# Gertrud Müller (Widerstandskämpferin)
Gertrud Müller (geboren am 29. November 1915 in Stuttgart als Gertrud Wieland; gestorben am 26. Mai 2007 ebenda) war eine deutsche Arbeiterin und Widerstandskämpferin gegen den Nationalsozialismus. Als Zeitzeugin und Mitbegründerin der Lagergemeinschaft Ravensbrück in der BRD setzte sie sich zeitlebens für eine antifaschistische Geschichtspolitik ein.

## Leben und Wirken
Gertrud Müller wuchs als zweites von drei Kindern in einer Arbeiterfamilie auf und besuchte die Volksschule. Ihre Mutter Katharina Aspacher und der im Krieg verwundete Vater Emil Wieland waren entschiedene Kriegsgegner. Der Familie fehlten die Mittel für eine weiterführende Schulausbildung, Gertrud konnte aber auf einer Freistelle die Städtische Handelsschule besuchen. Sie arbeitete als Kontoristin und Packerin unter anderem bei der Briefordnerfirma Leitz. Im Alter von 15 Jahren schloss sie sich dem Kommunistischen Jugendverband (KJV) an und engagierte sich im Arbeiter-Samariter-Bund. Auch ihr 1914 geborener Bruder Emil und ihre 1919 geborene Schwester Klara waren in der kommunistischen Bewegung aktiv. Aufgrund ihrer Mitgliedschaft im KJV wurde Gertrud Müller zu Beginn der Zeit des Nationalsozialismus im März 1933 erstmalig verhaftet, wurde aber bald wieder aus dem Stuttgarter Frauengefängnis entlassen und konnte weiter die Handelsschule besuchen. Müller beteiligte sich u. a. an der Verteilung von Flugblättern in Stuttgart-Feuerbach und setzte ihren Widerstand gegen das NS-Regime fort. Ende 1933 wurde sie erneut verhaftet, aber bald wieder aus dem Untersuchungsgefängnis in Bad Cannstatt entlassen.
Im Jahr 1937 heiratete sie Hans Müller, und die gemeinsame Wohnung wurde ein zentraler Treffpunkt des antifaschistischen Widerstandes. Beide unterstützten illegal französische und sowjetische Kriegsgefangene sowie Zwangsarbeitende und organisierten eine illegale Lebensmittelsammlung. Am 26. Juni 1942 wurden sie beide verhaftet. Gertrud Müller wurde nach zweiwöchiger Gestapohaft in Stuttgart in das „Arbeitserziehungslager“ Rudersberg überstellt. Anschließend war sie dreizehn Monate in Einzelhaft im Gefängnis Bad Cannstatt inhaftiert. Im Oktober 1943 wurde sie sie mit der Begründung Hochverrat, Wehrkraftzersetzung, Werkspionage und des Verstoßes gegen die Rundfunkverordnung in das Frauenkonzentrationslager Ravensbrück verbracht. Auf ihrer Lagerkarte stand: „Rückkehr unerwünscht“.
Die Stuttgarter Kommunistin Maria Widmaier setzte sich im Oktober 1944 dafür ein, dass Gertrud Müller in das KZ-Außenlager Geislingen verlegt wurde, das dem KZ Natzweiler unterstand. In ihrer Position als Blockälteste und später als Küchenanweisungshäftling setzte sie sich dafür ein, anderen Häftlingen die Lagerhaft zu erleichtern. Am 30. April 1945 wurde Gertrud Müller im Außenkommando Allach des KZ Dachau von US-amerikanischen Truppen befreit – zeitgleich mit der Befreiung des KZ Dachau.
Sie setzte ihr politisches Engagement im Arbeitsausschuss Stuttgart-Feuerbach fort. Müller trat der KPD bei und wurde Mitglied der Vereinigung der Verfolgten des Naziregimes, wo sie zur Kreisvorsitzenden ernannt wurde. Ab dem Sommer 1945 war sie als Sekretärin der Investigation Section der US-Militärregierung an NS-Prozessen beteiligt. Infolge von Vorwürfen betreffend ihre Zeit als Blockälteste im Außenlager Geislingen wurde im Jahr 1947 ein Entnazifizierungsverfahren eingeleitet. Sie wurde verhaftet, angeklagt und zu vier Jahren Internierungslager verurteilt. Während dieser Zeit wurde sie zwei Jahre lang gemeinsam mit KZ-Aufseherinnen aus Ravensbrück inhaftiert. Das Verfahren wurde 1950 eingestellt, und das Urteil aufgehoben.
Gertrud Müller gehörte zu den Mitbegründerinnen der Lagergemeinschaft Ravensbrück der Bundesrepublik Deutschland und war von 1979 bis 1997 deren Vorsitzende. Sie war Vizepräsidentin des Internationalen Ravensbrückkomitees. Zusammen mit der damaligen Lagergemeinschaft Ravensbrück/Komitee der antifaschistischen Widerstandskämpfer der DDR und deren Vorsitzenden Elisabeth Jäger, organisierte sie den Zusammenschluss beider Lagergemeinschaften. Ab 1991 war sie Vorsitzende der vereinigten Lagergemeinschaft. Gertrud Müller war aktive Zeitzeugin. In ihrem Wirken in der Lagergemeinschaft setzte sie sich für öffentliche Gedenkzeichen an Orten der NS-Verbrechen ein und beeinflusste auf lokaler und regionaler Ebene geschichtspolitische Diskurse.
In einem interview der Ravensbrückblätter fasste sie ihr politisches Handeln zusammen: „Das Wichtigste war für mich, die Opfer nicht zu vergessen und deren Vermächtnis zu erfüllen: Nie wieder Krieg, nie wieder Faschismus.“